# Raphaël Marc Yapéndé
Raphaël Marc Yapéndé (20 agosto 2002) è un calciatore centrafricano, difensore del Bamboutos e della nazionale centrafricana.

## Carriera

### Club
Ha giocato in patria in prima divisione.

### Nazionale
Nel 2021 con la Repubblica Centrafricana Under-20 prende parte alla Coppa d'Africa di categoria dove realizza una rete contro la Tunisia.
Debutta con la nazionale centrafricana il 26 marzo 2021 giocando da titolare l'incontro di qualificazione per la Coppa delle nazioni africane 2021 pareggiato 2-2 contro il Burundi.

## Statistiche

### Cronologia presenze e reti in nazionale
| Cronologia completa delle presenze e delle reti in nazionale ― Rep. Centrafricana | Cronologia completa delle presenze e delle reti in nazionale ― Rep. Centrafricana | Cronologia completa delle presenze e delle reti in nazionale ― Rep. Centrafricana | Cronologia completa delle presenze e delle reti in nazionale ― Rep. Centrafricana | Cronologia completa delle presenze e delle reti in nazionale ― Rep. Centrafricana | Cronologia completa delle presenze e delle reti in nazionale ― Rep. Centrafricana | Cronologia completa delle presenze e delle reti in nazionale ― Rep. Centrafricana | Cronologia completa delle presenze e delle reti in nazionale ― Rep. Centrafricana |
| Data                                                                              | Città                                                                             | In casa                                                                           | Risultato                                                                         | Ospiti                                                                            | Competizione                                                                      | Reti                                                                              | Note                                                                              |
| --------------------------------------------------------------------------------- | --------------------------------------------------------------------------------- | --------------------------------------------------------------------------------- | --------------------------------------------------------------------------------- | --------------------------------------------------------------------------------- | --------------------------------------------------------------------------------- | --------------------------------------------------------------------------------- | --------------------------------------------------------------------------------- |
| 26-3-2021                                                                         | Bujumbura                                                                         | Burundi                                                                           | 2 – 2                                                                             | Rep. Centrafricana                                                                | Qual. Coppa d'Africa 2021                                                         | -                                                                                 |                                                                                   |
| 30-3-2021                                                                         | Bangui                                                                            | Rep. Centrafricana                                                                | 0 – 1                                                                             | Mauritania                                                                        | Qual. Coppa d'Africa 2021                                                         | -                                                                                 |                                                                                   |
| 4-6-2021                                                                          | Kigali                                                                            | Ruanda                                                                            | 2 – 0                                                                             | Rep. Centrafricana                                                                | Amichevole                                                                        | -                                                                                 |                                                                                   |
| 7-9-2023                                                                          | Kumasi                                                                            | Ghana                                                                             | 2 – 1                                                                             | Rep. Centrafricana                                                                | Qual. Coppa d'Africa 2023                                                         | -                                                                                 | 90’                                                                               |
| Totale                                                                            |                                                                                   | Presenze                                                                          | 4                                                                                 |                                                                                   | Reti                                                                              | 0                                                                                 |                                                                                   |